# فرانك راندل
فرانكلين «فرانك» ولفرتون راندل (بالإنجليزية: Franklin Wolverton Randall)‏ هو شخصية خيالية في سلسلة روايات دخيلة للكاتبة الأمريكية ديانا غابالدون والمسلسل التلفزيوني المقتبس منه. يعمل فرانك كمؤرخ في القرن العشرين وهو متزوج من الشخصية الرئيسية كلير فريزر التي تختفي عنه فجأة وترجع بالزمن إلى إسكتلندا القرن الثامن عشر.
يقوم الممثل الإنجليزي توبياس مينزيس بتجسيد شخصية فرانك في المسلسل التلفزيوني دخيلة على قناة ستارز.